# Слатина (Македонски Брод)
Слатина (мкд. Слатина) је насеље у Северној Македонији, у средишњем делу државе. Слатина припада општини Македонски Брод.

## Географија
Насеље Слатина је смештено у средишњем делу Северне Македоније. Од седишта општине, градића Македонски Брод, насеље је удаљено 15 km северно.
Рељеф: Слатина се налази у области Порече, која обухвата средишњи део слика реке Треске. Дато подручје је изразито планинско. Село се налази у долини леве притоке реке Треске. Западно од насеља уздиже се планина Песјак. Надморска висина насеља је приближно 590 метара.
Клима у насељу је континентална.

## Историја
Почетком 20. века, као и Порече, становништво Слатине је било наклоњено српској народној замисли, па се месно становништво и изјашњавало Србима.
1904. од комита ВМОРО-а ликвидиран је сеоски првак Злате Аврамовић, због одбијања да се изјасни као Бугарин.

## Становништво
По попису становништва из 2002. године, Слатина је имала 30 становника.
Претежно становништво у насељу су етнички Македонци (97% према последњем попису), а остало су Срби.
Већинска вероисповест у насељу је православље.